# 苻寶

苻宝（？—385年），前秦公主，壮烈天王苻坚的女儿，母亲可能是夫人张氏。
385年，苻坚迫于西燕皇帝慕容冲的攻势，带着宠妃张氏、幼子苻詵和两个幼女苻宝、苻锦一起逃到五将山，被姚苌借机活捉，囚禁在新平佛寺（今彬縣南靜光寺），迫他答應讓位，苻堅堅決不允。姚苌遂逼令他自縊。苻堅對張夫人說“不可令羌奴污辱我女兒”，于是先亲手殺死了兩個女兒苻寶、苻錦，然后自缢。張氏和苻詵亦随后自殺。